# Gruta do Enforcado
A Gruta do Enforcado é uma gruta portuguesa localizada na freguesia das Capelas, concelho de Ponta Delgada, ilha de São Miguel, arquipélago dos Açores.
Esta cavidade apresenta uma geomorfologia de origem vulcânica em forma de tubo de lava localizado em encosta. Apresenta um comprimento de 185 m. por uma largura máxima de 6.5 m. e uma altura máxima de 3.2 m.

## Espécies observáveis
- Xenillus discrepans azorensis
- Lithobius pilicornis
- Trox scaber
- Pseudosinella azorica
- Lepidocyrtus curvicollis
- Sinella coeca